# William Logan
William Logan (Harrodsburg, 1776. december 8. – Shelby megye, 1822. augusztus 8.) az Amerikai Egyesült Államok szenátora (Kentucky, 1819–1820).